# SiRF
SiRFテクノロジー・インク（英語: SiRF Technology, Inc. ）は、1995年に設立され、アメリカ合衆国カリフォルニア州サンノゼに本社を置く民生用アプリケーション向けのGPS技術の商用利用のパイオニアでした。
2009年、イギリスのワイヤレスチップ会社CSR plcに買収され、2015年8月13日に、アメリカの会社クアルコムに買収された。
SiRFは、民生用ナビゲーションデバイスおよびシステム用の特許取得済みのGPSチップセットとソフトウェアを製造。これらのチップは、低ノイズ無線受信機と統合されたARMコントローラに基づいており、非常に低い信号レベル(通常-160dBm)でGPS信号をデコードする。SiRFチップは衛星航法補強システム(SBAS)もサポートしており、差動補正された位置が可能である。

## 関連項目

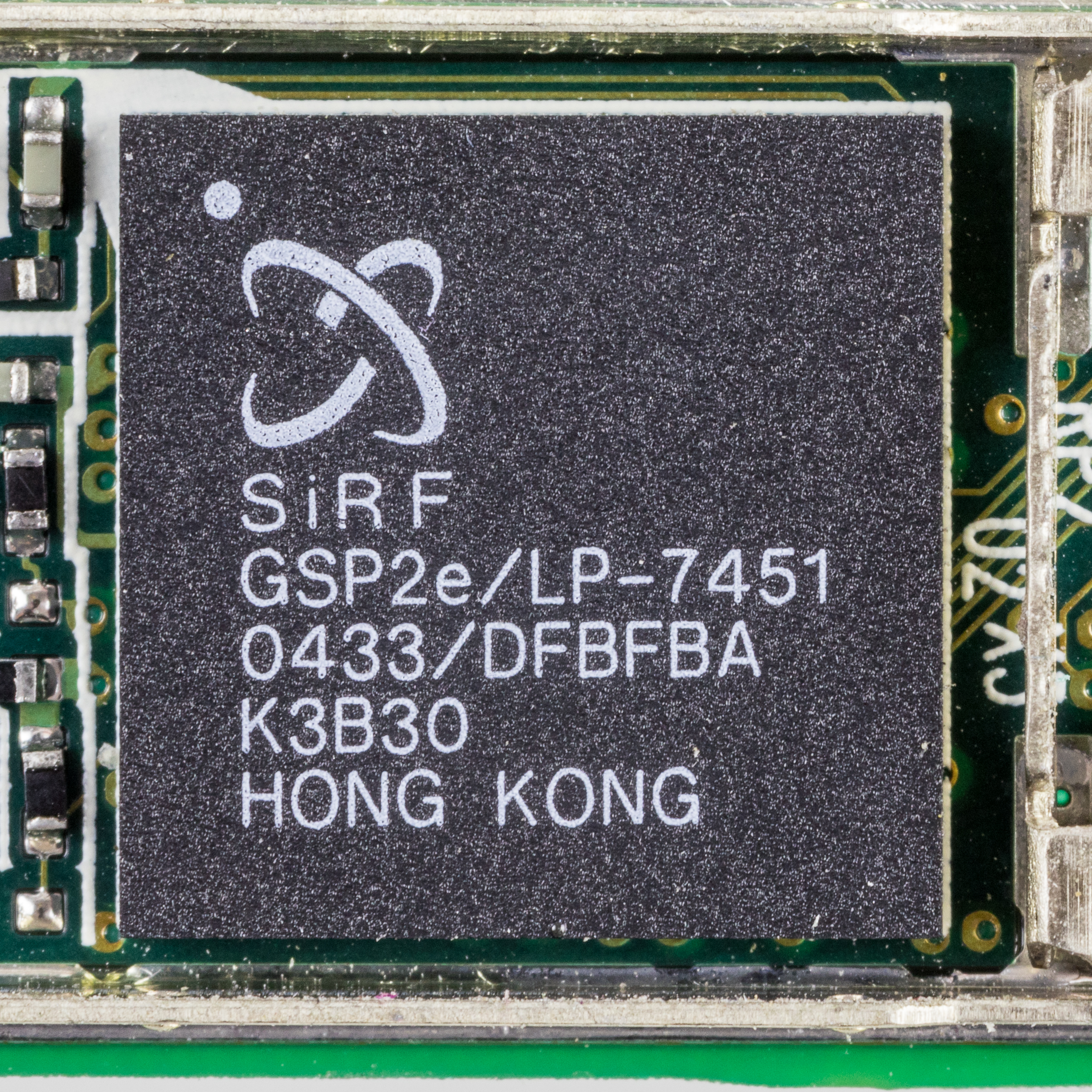
GPSモジュール（SiRF GSP2e/LP）